# Ctěnice
Ctěnice jsou osada, která od roku 1950 spadá do katastrálního území Vinoř, které je od roku 1974 součástí Prahy. V některých historických obdobích pod Ctěnice spadala i dnešní samostatná obec Přezletice, která však dnes, na rozdíl od Ctěnic, leží ve Středočeském kraji. Ctěnice dnes tvoří Zámecký areál Ctěnice, který je od roku 2012 spravován Muzeem hlavního města Prahy.

## Historie
V literatuře se uvádí nejstarší zmínka o vsi k roku 1235, kdy se připomíná Sulislav ze Ctimic. První zmínka o zdejší gotické tvrzi pochází z roku 1372, kdy ji koupil pražský měšťan Jan Zeiselmeister. Tvrz byla chráněna bažinatými loukami a příkopem vytesaným ve skále.
V roce 1502 získal Ctěnice rod Hrzánů z Harasova a v roce 1550 původní tvrz přestavěl na renesanční zámek zřízením několika dalších traktů při hradební zdi s arkádami do nádvoří a úpravou vstupní věže. Dodnes se z této přestavby dochovaly i hospodářské budovy – hospodářský dvůr se sýpkou a pozdně barokní stodoly.
Na zdejším sídle se majitelé často střídali. Žili zde mimo jiné Hazmburkové či Valdštejnové. Velmi důležité bylo období působení Windischgrätzů, kteří panství drželi až do roku 1803. Ti nechali v 2. polovině 18. století přestavět renesanční zámek ve stylu klasicizujícího baroka do dnešní podoby.
Od roku 1803 se majitelé často měnili. Až v roce 1849 získal Ctěnice velkopodnikatel Alexander Schoeller. V rukou Schoellerů byl pak zámek až do druhé světové války. Jejich rodový majetek byl následně zestátněn a nedostatečnou údržbou značně chátral. Po 2. světové válce patřil zámecký areál Ctěnice Státnímu statku hl. m. Prahy.

## Expozice
Nyní můžete v Zámeckém areálu Ctěnice navštívit tyto expozice:
- Řemesla v pořádku. Historie profesního sdružování řemeslníků od středověku po současnost – jedná se o specifickou sbírku dokládající historii a způsoby prezentace řemeslných spolků.

- Dějiny obce Vinoře. Od pravěku do 20. století – výstava zachycuje proměny obce Vinoře v čase, uvádí zásadní dějinné události, ale i důležité vinořské občany a rodáky.

- Zámek Ctěnice. Dějiny, stavební vývoj a obnova – expozice připomíná dlouhou a složitou historii ctěnického panství od nejstarších dob až do současnosti.

K expozicím i výstavám se průběžně konají doprovodné akce, jako např. oslavy masopustu, dožínky, adventní a velikonoční tvůrčí dílny a řada dalších akcí z oblasti řemesel a tradiční lidové kultury.

## Další fotografie

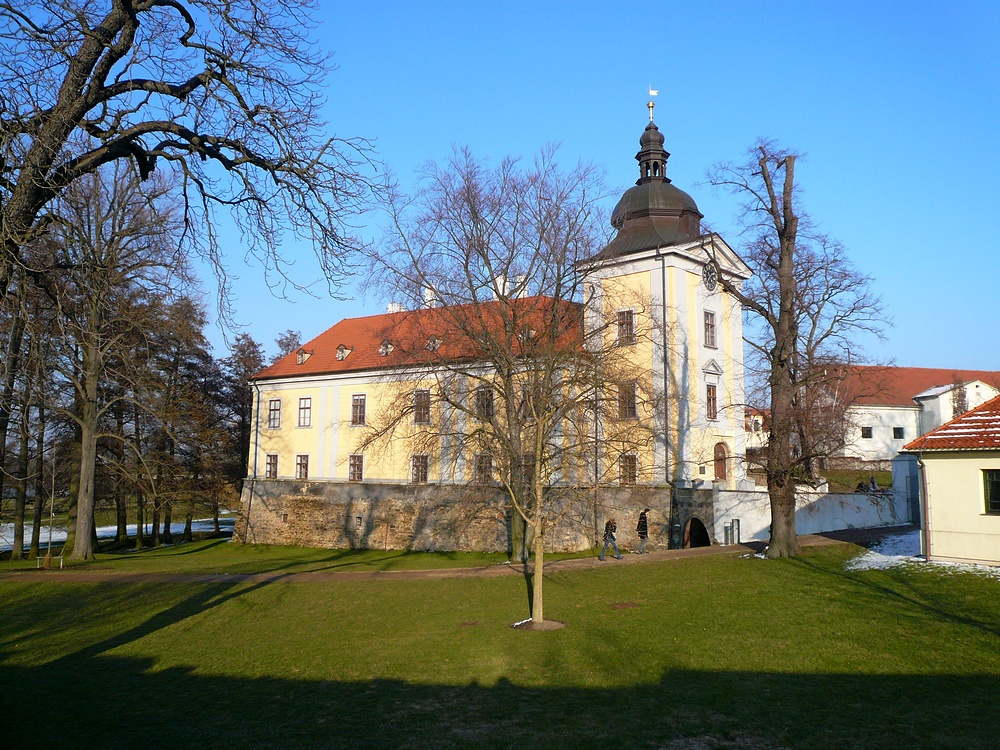
Zámek Ctěnice, pohled od severu
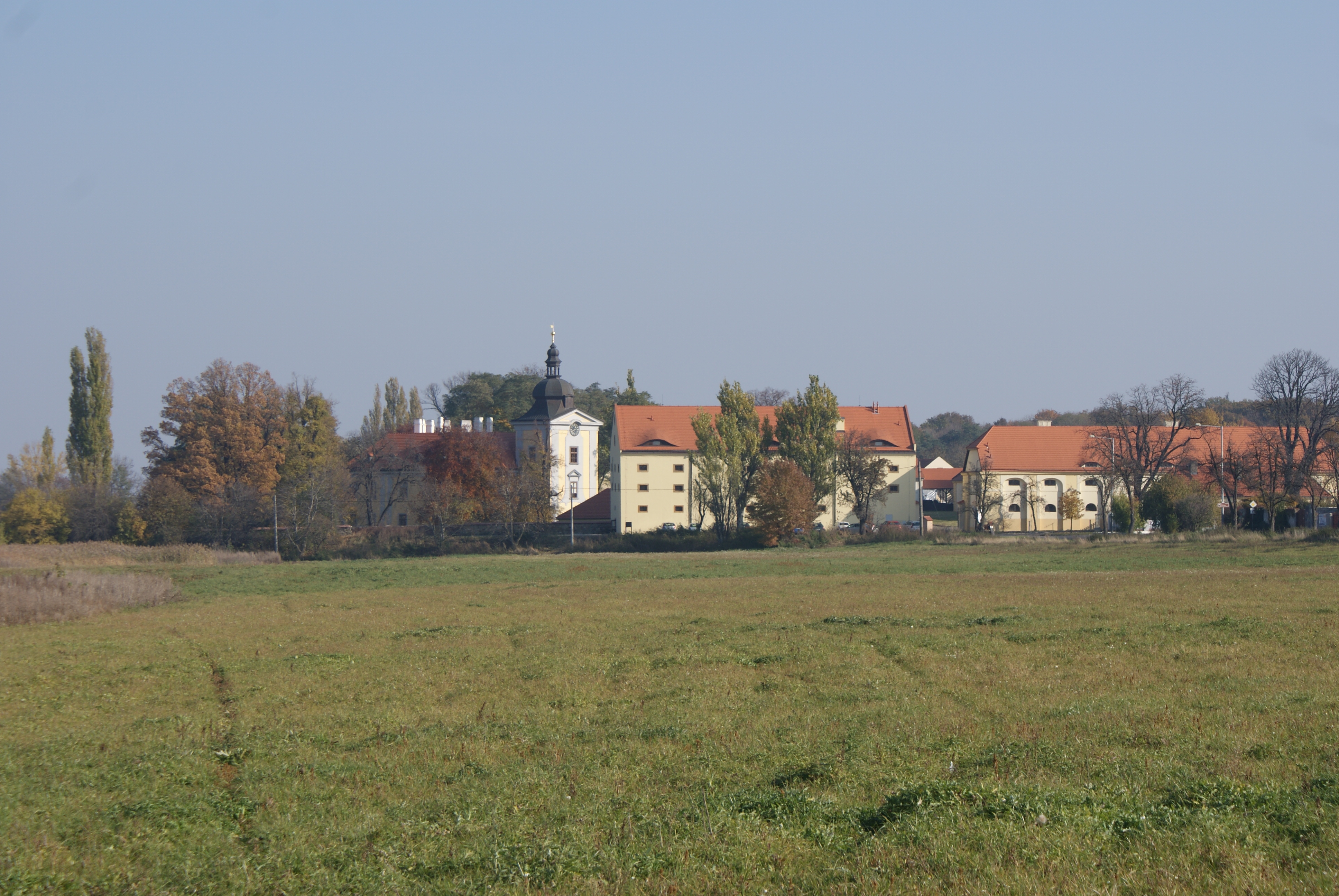
Areál zámku od severozápadu
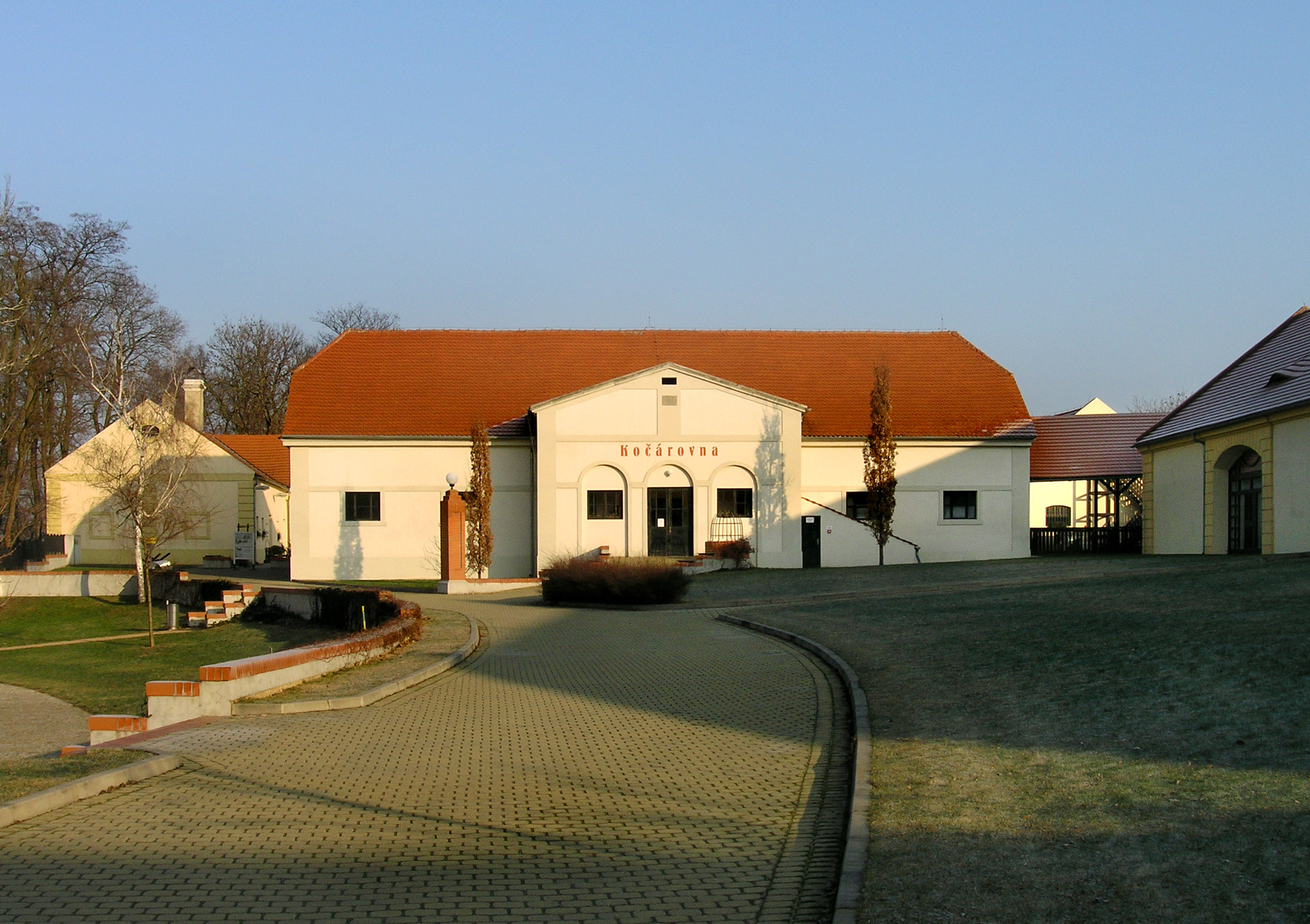
Bývalá sbírka kočárů